# Xevioso orthomeles
Xevioso orthomeles is een spinnensoort uit de familie Phyxelididae. De soort komt voor in Zimbabwe, Swaziland en Zuid-Afrika.